# Microcontrolador

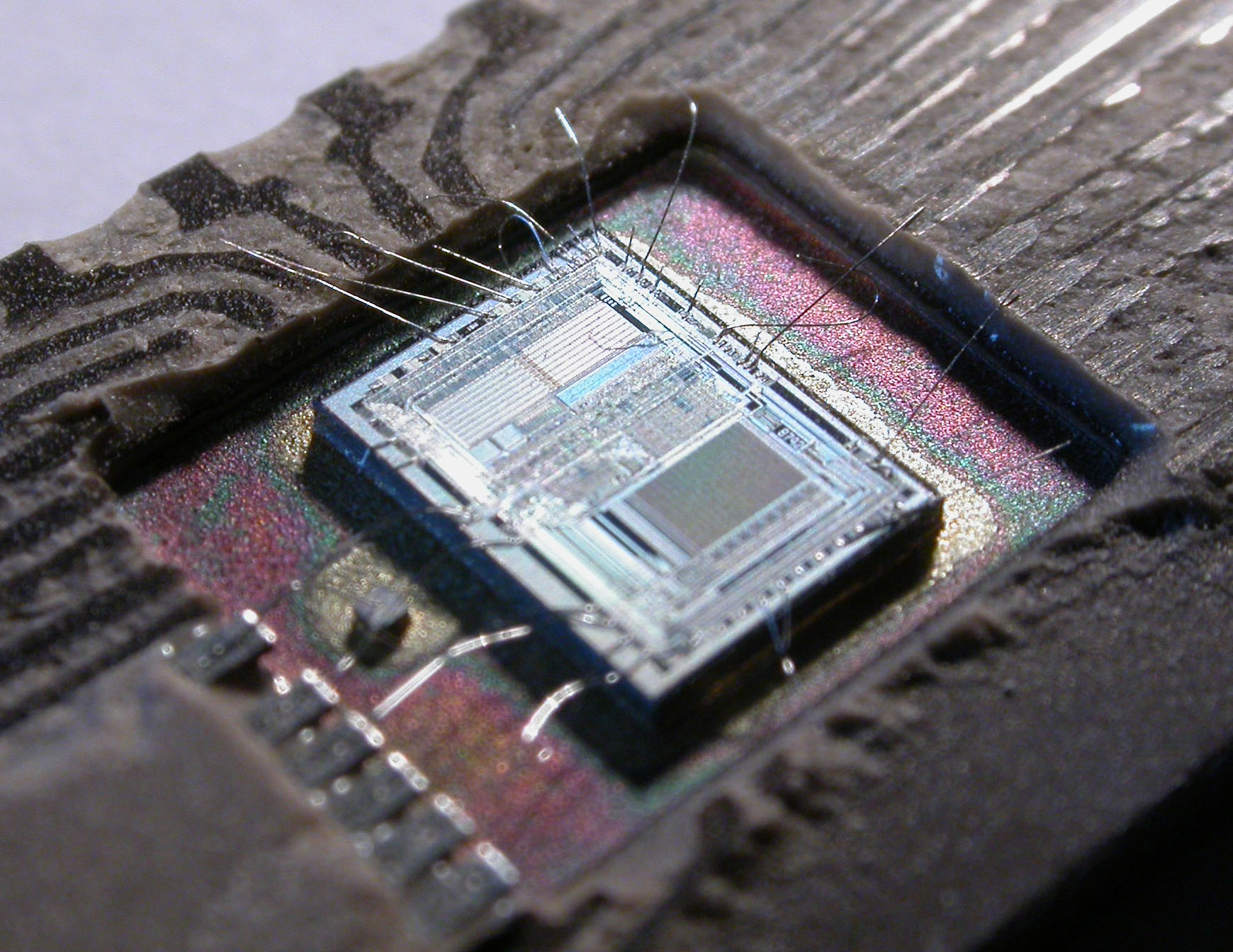
O circuito integrado de um Intel 8742, um microcontrolador de 8 bits que inclui uma UCP operando em 12 MHz, 128 bytes de RAM, 2048 bytes de EPROM e entrada/saída num mesmo chip.

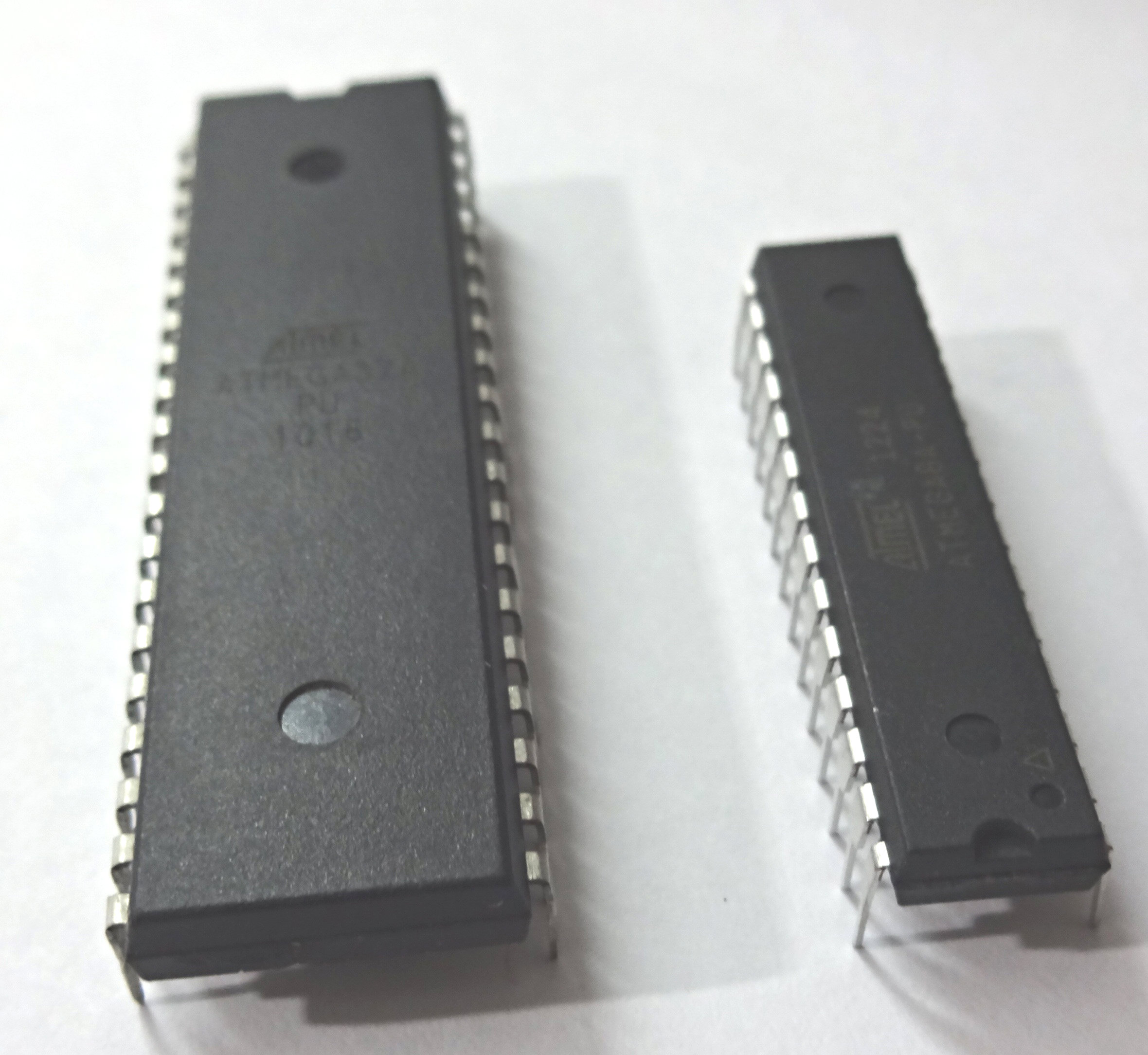
Dois microcontroladores ATmega DIP

Microcontrolador é um pequeno computador (SoC) num único circuito integrado o qual contém um núcleo de processador, memória e periféricos programáveis de entrada e saída. A memória de programação pode ser RAM, NOR flash ou PROM a qual, muitas vezes, é incluída no chip. Os microcontroladores são concebidos para aplicações embarcadas, em contraste com os microprocessadores utilizados em computadores pessoais ou outras aplicações de uso geral.
Microcontroladores são usados em produtos e dispositivos automatizados, como os sistemas de controle de automóvel, dispositivos médicos implantáveis, controles remotos, máquinas de escritório, eletrodomésticos, ferramentas elétricas, brinquedos e outros sistemas embarcados. Ao reduzir o tamanho e o custo em comparação a um projeto que usa um dispositivo microprocessado, microcontroladores tornam-se econômicos para controlar digitalmente dispositivos e processos. Microcontroladores de sinal misto são comuns, integrando componentes analógicos necessários para controlar sistemas eletrônicos não digitais.
O seu consumo de energia é relativamente baixo, normalmente, na casa dos miliwatts e possui habilidade para entrar em modo de espera (Sleep ou Wait) aguardando por uma interrupção ou evento externo, como, por exemplo, o acionamento de uma tecla, ou um sinal que chega via uma interface de dados. O consumo destes microcontroladores em modo de espera pode chegar na casa dos nanowatts, tornando-os ideais para aplicações onde a exigência de baixo consumo de energia é um fator decisivo para o sucesso do projeto.
De forma diferente da programação para microprocessadores, que em geral contam com um sistema operacional e um BIOS, o programador ou projetista que desenvolve sistemas com microcontroladores, geralmente, cria todo programa que será executado pelo sistema ou pode usar um sistema operacional próprio para microcontroladores chamado de RTOS.

## História
O primeiro microprocessador foi o 4-bit Intel 4004 lançado em 1971. Com o tempo, foram criados microprocessadores mais eficientes como o Intel 8008 e outros. No entanto, ambos chips precisavam de componentes externos para funcionar, tornando custo total do sistema elevado sendo impossível, economicamente, informatizar aparelhos.
O Smithsonian Institution, com os créditos do produto para os engenheiros da Texas Instruments Gary Boone e Michael Cochran criaram o primeiro microcontrolador comercial em 1971. O resultado de seu trabalho foi a TMS 1000, que se tornou comercialmente disponível em 1974. Combinou memória somente para leitura, memória de leitura / gravação , processador e relógio em um único chip e tinha como alvo sistemas embarcados.

## Aplicações
Microcontroladores são geralmente utilizados em automação e controle de produtos e periféricos, como sistemas de controle de motores automotivos, controles remotos, máquinas de escritório e residenciais, brinquedos, sistemas de supervisão, etc. Por reduzir o tamanho, custo e consumo de energia, e se comparados à forma de utilização de microprocessadores convencionais, aliados a facilidade de desenho de aplicações, juntamente com o seu baixo custo, os microcontroladores são uma alternativa eficiente para controlar muitos processos e aplicações.
Cerca de 50% dos microcontroladores vendidos são controladores "simples", outros 20% são processadores de sinais digitais (DSPs) mais especializados. Os microcontroladores podem ser encontrados em praticamente todos os dispositivos eletrônicos digitais que nos cercam: teclado do computador, dentro do monitor, disco rígido, relógio de pulso, rádio relógio, máquinas de lavar, forno de micro-ondas, telefone, etc. Você está certamente cercado de dezenas deles agora. Certamente eles foram tão ou mais importantes para a revolução dos produtos eletrônicos que os computadores. Eles permitiram a evolução de equipamentos que há anos não evoluíam, como os motores a combustão, que agora com o novo controle eletrônico podem funcionar com sistema bi-combustível e poluindo menos e as máquinas fotográficas, que migraram de processos químico/mecânico a circuitos com microcontroladores+Sensores Digitais+Memória.
Os microcontroladores são programados geralmente por computadores  ou discos de memoria. Existindo então algumas ferramentas que criam uma ponte de transferência de dados entre o aparelho utilizado e o microcontrolador, o Arduino por exemplo. 

## Alguns dos fabricantes de microcontroladores

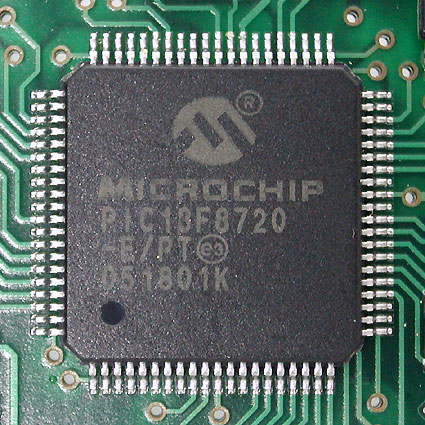
Um microcontrolador PIC18F8720 num encapsulamento TQFP de 80 pinos.

Exemplo de fabricantes de microcontroladores.
- AMCC
- Atmel
- Espressif Systems
- Fujitsu
- Intel adquiriu em 2015 a empresa Altera
- Microchip Technology
- MIPS Technologies
- NXP Semiconductors comprou a Freescale Semiconductor em 2015
- NEC
- Parallax, Inc.
- Renesas Tech. Corp. adquiriu a empresa Synaptics em 2014
- STMicroelectronics
- Silicon Laboratories
- Texas Instruments adquiriu a National Semiconductor em 2011[4]
- Western Design Center
- ZiLOG